# Javier Pérez de Cuéllar
Javier Pérez de Cuéllar de la Guerra, peruanski političar i diplomat, glavni tajnik UN-a od 1982. do 1991.
1995. godine kandidirao se za predsjednika Perua, ali ga je pobijedio protukandidat Alberto Fujimori. Bio je predsjednik Vijeća ministara te ministar vanjskih poslova od studenoga 2000. do srpnja 2001., za vrijeme nestabilna razdoblja koje je uslijedilo nakon Fujimorijeve ostavke zbog optužba za korupciju. Nakon toga je postao veleposlanik Perua u Francuskoj i pri UNESCO-u u Parizu, ali je 2004. godine odstupio s te dužnosti. 2005. godine doživio je srčani udar te je bio hospitaliziran. Kasnije je živio u Parizu. 
U srpnju 1987. posjetio je Zagreb tijekom Univerzijade i u povodu rođenja petmilijarditog stanovnika Zemlje Mateja Gašpara. Proglašen je počasnim građaninom Zagreba.